# Аријан Лакић
Аријан Лакић (Београд, 20. јануар 2000) српски је кошаркаш. Игра на позицијама плејмејкера и бека, а тренутно наступа за Партизан.

## Каријера

### Клупска
Кошаркашку каријеру започео у КК Сава са непуних 5 година. У кадете Црвене звезде стигао са непуних 16 година из КК Сава где је провео 10 година. Са црвено-белима је освајао национална првенства и у кадетској и у јуниорској конкуренцији.
Дана 7. фебруара 2018. године потписао је четворогодишњи уговор са Црвеном звездом. Пред почетак сезоне 2018/19. прослеђен је на позајмицу у ФМП, али је после свега пар тренинга у том клубу претрпео тежу повреду због које није играо наредних 15 месеци. Почетком децембра 2019. послат је на позајмицу у екипу Вриједноснице Осијек. У мају 2021. прикључио се чачанском Борцу за такмичење у Суперлиги Србије.
За сезону 2021/22. потписао је уговор са сарајевским Спарсима. Након тога је две сезоне наступао за  хрватски Задар.
У августу 2024. године потписао је за Партизан. На мечу 21. кола Евролиге против француског Асвела, дебитовао је у овом такмичењу, уписавши своје прве поене за чак 19 минута на паркету.

### Репрезентативна
Са јуниорском репрезентацијом Србије освојио је златну медаљу на Европском првенству 2018. године.
За сениорску репрезентацију Србије први пут је наступио 21. фебруара 2025, на утакмици против Финске, играној у оквиру квалификација за Европско првенство 2025. године.

## Успеси

### Клупски
- Задар:
  - Првенство Хрватске (2): 2022/23, 2023/24.
  - Куп Хрватске (1): 2023/24.

- Партизан:
  - Првенство Србије (1): 2024/25.
  - Јадранска лига (1): 2024/25.

### Репрезентативни
- Европско првенство до 18 година:  2018.